# Rostki (Pisz)
Rostki (deutsch Rostken) ist ein Dorf in der polnischen Woiwodschaft Ermland-Masuren und gehört zur Gmina Pisz (Stadt- und Landgemeinde Johannisburg) im Powiat Piski (Kreis Johannisburg).

## Geographische Lage
Rostki liegt am Westrand vom militärischen Sperrbezirks des Truppenübungsplatzes Arys in der östlichen Woiwodschaft Ermland-Masuren, elf Kilometer nordöstlich der Kreisstadt Pisz (deutsch Johannisburg).

## Geschichte
Das kleine Dorf Rostken wurde 1484 gegründet – an einer Stelle, die schon vorher besiedelt war und Bartuschen hieß. Die Gründung erfolgte durch den Deutschen Ritterorden als Freigut mit 40 Hufen nach Magdeburgischem Recht.
Der Ort gehörte zum Kreis Johannisburg im Regierungsbezirk Gumbinnen (ab 1905: Regierungsbezirk Allenstein) in der preußischen Provinz Ostpreußen. Von 1874 bis 1945 war Rostken mit der Ortschaft Sachasch (polnisch Zacharz) in den Amtsbezirk Sdorren (ab 1938 „Amtsbezirk Dorren“) eingegliedert.
453 Einwohner waren im Jahre 1910 in Rostken gemeldet. Ihre Zahl verringerte sich bis 1933 auf 439 und belief sich 1939 auf nur noch 375.
In Kriegsfolge kam Rostken 1945 mit dem gesamten Ostpreußen zu Polen und erhielt die polnische Namensform „Rostki“. Heute ist es Sitz eines Schulzenamtes (polnisch Sołectwo), bis 1998 der Woiwodschaft Suwałki, seither der Woiwodschaft Ermland-Masuren zugehörig. Im Jahre 2011 zählte Rostki 233 Einwohner.

## Flugplatz
Während des Zweiten Weltkrieges bestand nördlich des Dorfes ein Militärflugplatz. Im Jahre 2013 wurde der Lądowisko Pisz-Rostki, ein privatbetriebener Sonderlandeplatz mit einer Bahn von 870 Metern Länge, eröffnet.

## Religionen
Rostken war bis 1945 in die evangelische Kirche Adlig Kessel in der Kirchenprovinz Ostpreußen der Kirche der Altpreußischen Union sowie in die römisch-katholische Kirche Johannisburg im Bistum Ermland eingepfarrt.
Heute gehört Rostki katholischerseits zur Pfarrei Kociołek Szlachecki, die in Rostki eine Filialkirche unterhält und dem Bistum Ełk der Römisch-katholischen Kirche in Polen zugeordnet ist. Die evangelischen Einwohner halten sich zur Kirchengemeinde in Pisz in der Diözese Masuren der Evangelisch-Augsburgischen Kirche in Polen.

## Schule
Rostken wurde im Jahre 1737 ein Schulort.

## Verkehr
Rostki liegt abseits des Verkehrsgeschehens an einer Nebenstraße, die Trzonki (Tronken, 1938 bis 1945 Mövenau) über Szczechy Małe (Klein Zechen) mit Łysonie (Lyssuhnen, 1938 bis 1945 Lissuhnen) verbindet. Außerdem endet in Rostki eine Nebenstraße aus dem Nachbarort Pilchy (Pilchen). Eine Bahnanbindung besteht nicht.

## Persönlichkeiten
- Vera Macht (1920–2020), deutsche Malerin